# Реформи Олександра II
Реформи Олександра II — реформи в Російській імперії 1860-1870-х років, проведені під час царювання імператора Олександра II. У російській історіографії також відомі під назвою «Великі реформи».
Основні реформи:
- 1857 — Ліквідація військових поселень.
- 1861 — Селянська реформа або Скасування кріпосного права. Скасування кріпацтва, звільнення селянства від кріпацької залежності. Але власну ділянку землі селяни мусили купувати у поміщиків. Селянська громада (община, «мир») тепер була компетентна в справах розподілу землі і контролю за правильним цільовим її використанням. Реформа мала свої відмінності у різних регіонах[1].
- 1863 — Фінансова реформа. Було створено Державний банк.
- 1863 — Освітня реформа. Введення обов'язкової загальної шкільної освіти відбулось лише 1905 року.
- 1864 — Земська реформа. Запровадження місцевого врядування (земські збори і земські управи), введення «міських дум», у виборах яких могли брати участь тільки заможні мешканці на підставі багатоступеневої куріальної системи. Переслідувала ціль децентралізації управління на локальному рівні через створення виборних органів та передачі їм питань оподаткування, інфраструктури і просвіти; ієрархія виборних органів не піднімалася вище губернії. Але реально земства залишались лише осередками місцевої громадської активності[1]. У правобережних губерніях України, як і в Польщі, Білорусі, Литві, де проживало багато землевласників, учасників польського національно-визвольного руху, земська реформа не проводилась. Земські установи на цих землях були запроваджені лише 1911 року.
- 1864 — Судова реформа. Обмежила також владу імператора, введення незалежного судочинства[1]. Стала найбільш послідовно проведеною реформою. Замість станового встановлювався коронний суд присяжних, для розгляду дрібних громадянських справ — мировий суд. Проголошувалися принципи виборності й незмінності суддів, рівності всіх перед законом, гласність суду, участь у процесі двох сторін — обвинувачення і захисту. До розгляду кримінальних справ залучалися присяжні засідателі — представники населення, що призначалися за жеребом.
- 1870 — Реформа міського самоврядування[1].
- 1874 — Військова реформа. Уведення загального військового обов'язку для всіх чоловіків, які досягли віку 20 років, бо за часів рекрутської повинності кого віддавати в солдати на 25 років вирішував поміщик.

## Просвічені бюрократи

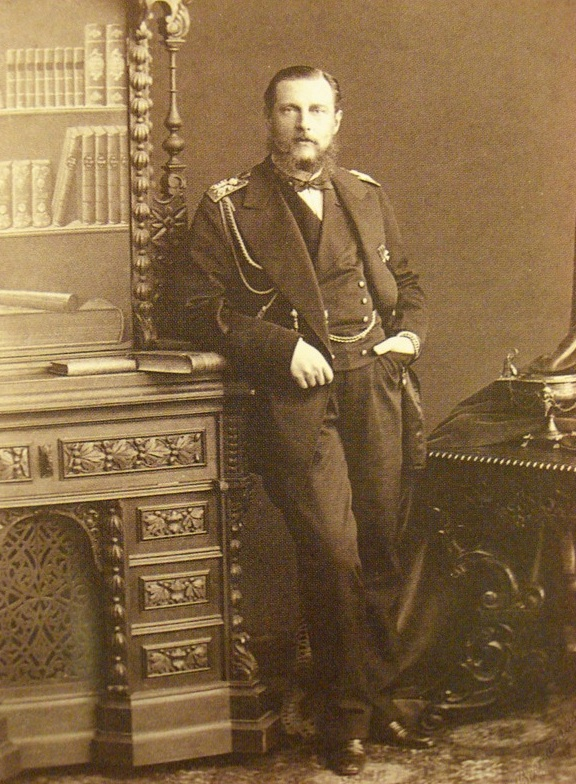
Великий князь Костянтин Миколайович

Головною рушійною силою підготовки та проведення реформ було невелике коло вищих чиновників, яке почало формуватися в 1830—1840-х роках. В західній історіографії це коло називають «просвіченими бюрократами», у російській історіографії з 1960-х років широко використовується термін «ліберальні бюрократи». Сучасники називали їх «червоними», «прогресистами», «демократичними чиновниками» та протиставляли «реакціонерам» і «кріпосникам». «Ліберальних бюрократів» об'єднувало переконання в необхідності скасування кріпацтва, перетворення суду, місцевого управління та інших сфер життя. Головною рушійною силою перетворень «ліберальні бюрократи» розглядали необмежену владу імператора. Основними центрами, навколо яких групувалися «ліберальні бюрократи» в 1840—1850-ті роки, були салон великої княгині Єлени Павловни і Морське міністерство, разом з тісно пов'язаним з ним Російським географічним товариством, очолювані великим князем Костянтином Миколайовичем. Окремі видатні сановники (П. Д. Кисельов, Л. О. Перовський, С. С. Ланськой), які висунулися в царювання Миколи I, підтримували і залучали на службу «просвічену молодь». З вступом на престол Олександра II «ліберальні бюрократи» змогли приступити до гласного обговорення необхідних перетворень, а потім, зайнявши вищі посади, до їх здійснення. Щоб зняти напругу між владою та аристократичною опозицією, після завершення перетворень Олександр II неодноразово усував «ліберальних бюрократів» від впливових посад, але за необхідності знову звертався до їхніх послуг.

## Національні реформи
Низкою указів, виданих у період з 1859 по 1880 рік, значна частина євреїв отримала право вільно розселятися територією Росії. Як пише О. І. Солженіцин, право вільного розселення отримали купці, ремісники, лікарі, юристи, випускники університетів, їхні сім'ї та обслуговуючий персонал, а також, наприклад, «особи вільних професій». У 1880 році циркуляром міністра внутрішніх справ було дозволено залишити на проживання поза межею осілості тих євреїв, хто оселився незаконно.
Були продовжені реформи у Фінляндському князівстві, приєднаному до Російської імперії за підсумками російсько-шведської війни 1808—1809 років. 4 квітня 1860 ріку за указом імператора на території Великого Князівства Фінляндського було введено власну валюту — марку. У 1863 ріку в Гельсінкі після більш ніж піввікового перериву зібрався фінляндський сейм, за рішеннями якого остаточно оформилася чотирискладова (чотирисословна) система сейму.
Було дозволено видання навчальної, художньої та релігійної літератури фінською мовою. Пізніше на законодавчому рівні було визнано рівноправність шведської та фінської мов у суді та адміністрації і прийнято рескрипт про офіційне встановлення фінської мови як державної.
Олександром II було дозволено видавати газети національними мовами. 6 (18) вересня 1861 року перший номер Barometern вийшов у Російській імперії. Це була перша газета шведською мовою, що регулярно видавалася в Росії. Вже в перші роки видання фінський Barometern стає «ліберальним ідеалом» для жителів Фінляндії, які розмовляють шведською мовою.

## Суспільний підйом
Реформи викликали небачене пожвавлення інтересу до соціально-політичних питань в освічених верствах суспільства. Навіть провладна «Північна бджола» визнавала: «У найглухіших містах, де до цього часу всі животіючі інтереси складалися з карт, горілки, хабарів і пліток, з'являються публічні бібліотеки, журнали і газети, всюди прокинулося і піднялося розумове життя». Послаблення цензури перш за все позначилося на кількості дозволених періодичних видань: з 1851 по 1855 рік було дозволено лише 31 видання, а в наступне п'ятиріччя їх з'явилося вже 147. Журналістика перетворилася на такий же могутній рупор суспільної думки, як і література. Невипадково саме в правління Олександра II побачили світ найвідоміші у світі твори російської літератури (в діапазоні від «Обломова» до «Братів Карамазових»).
Молоде покоління інтелігенції («шістдесятники» 19 століття), в якому переважали різночинці, було скептично налаштоване до дворянської спадщини дореформеної Росії і відкрито декларувало розрив з нею — що спонукало спостерігачів охрестити їх нігілістами (від лат. nihil — «ніщо»). У суспільний рух уперше включилися молоді жінки, які прагнули до емансипації, тобто до рівності з чоловіками, до здобуття професії. Радикальна молодь вважала проведені реформи недостатніми, вимагала подальшої демократизації суспільного устрою і мріяла про революційні перетворення; ці «революційні демократи» представляють перше покоління революційного руху в Росії.
Частина поміркованих лібералів перейшла в табір охранителів після початку повстання в Польщі (січень 1863 року). Загадкові петербурзькі пожежі 1862 року породили в свідомості уряду примару радикального терору і викликали першу після початку реформ хвилю реакції (на пів року було призупинено видання «Сучасника» і «Русского слова»). Цей привид набув плоті в квітні 1866 року, коли колишній студент Каракозов здійснив перший замах на імператора, поклавши початок піввіковій епосі революційного тероризму. Це не мало прецеденту замах викликав шок у суспільстві, змусивши багатьох поглянути на реформи новими очима і переглянути своє ставлення до них; наступила друга хвиля реакції, під час якої деякі ключові провідники реформ були замінені їх противниками.